# Babovo, Ruse
Babovo (în bulgară Бабово) este un sat în comuna Slivo Pole, regiunea Ruse,  Bulgaria. 

## Demografie
Componența etnică a satului Babovo
     Turci (1,33%)
     Bulgari (96,43%)
     Nicio identificare (2,22%)
     Altele (0%)
La recensământul din 2011, populația satului Babovo era de 449 locuitori. Din punct de vedere etnic, majoritatea locuitorilor (96,43%) erau bulgari, cu o minoritate de turci (1,33%). Pentru 2,22% din locuitori nu este cunoscută apartenența etnică.